# Sommerschafweide auf der Halden
Die Sommerschafweide auf der Halden ist ein vom Landratsamt Münsingen am 31. Mai 1955 durch Verordnung ausgewiesenes Landschaftsschutzgebiet auf dem Gebiet der Gemeinde Römerstein.

## Lage
Das nur 4,9 Hektar große Landschaftsschutzgebiet liegt unmittelbar südöstlich des Römersteiner Ortsteils Zainingen im Gewann Halde an einem nordwest-exponierten Hang. Es gehört zum Naturraum Mittlere Kuppenalb.
Geologisch stehen die Formationen des Oberen Massenkalks des Oberjura an.

## Landschaftscharakter
Im Nordwesten des Schutzgebiets befindet sich ein Magerrasen mit einzelnen Felsbildungen. Oberhalb des Magerrasens ist das Gebiet bewaldet. Eine Lindenreihe grenzt das Gebiet zum Ortsrand ab.

## Zusammenhängende Schutzgebiete
Das Gebiet liegt in der Entwicklungszone des Biosphärengebiets Schwäbische Alb. Die Lindenreihe mit 28 Bäumen ist als Naturdenkmal ausgewiesen.